# Joe Benson
Pour les articles homonymes, voir Benson.
William Joseph Benson (né le 5 mars 1988 à Hinsdale, Illinois, États-Unis) est un joueur de champ extérieur des Ligues majeures de baseball. Il est présentement sous contrat avec les Rangers du Texas.

## Carrière
Joe Benson est un choix de deuxième ronde des Twins du Minnesota en 2006. Au début 2011, alors qu'il évolue toujours en ligues mineures, il voit son nom apparaître dans la liste des 100 meilleurs joueurs d'avenir dressée annuellement par Baseball America, qui lui accorde la 100e place du palmarès.
Benson joue son premier match dans le baseball majeur pour les Twins le 6 septembre 2011. Il réussit le 10 septembre suivant son premier coup sûr au plus haut niveau face au lanceur Max Scherzer des Tigers de Detroit. Il frappe pour ,239 de moyenne au bâton avec 17 coups sûrs et deux points produits en 21 matchs des Twins en 2011.
Après une saison 2012 passée dans les ligues mineures, il rejoint en 2013 l'organisation des Rangers du Texas.